# 보은 문수암 산신도
보은 문수암 산신도(報恩 文殊庵 山神圖)는 충청북도 보은군 보은읍 신암리, 문수암에 있는 조선시대의 산신도이다. 2009년 9월 11일 충청북도의 유형문화재 제308호로 지정되었다.

## 개요
문수암은 법주사 末寺로 보은읍 신함리 사찰터에 위치하며, 현재 佛寺가 한창 진행중인 사찰이다.
문수암 山神圖는 본래 복천암 산신각에 모셔졌던 것을 이 사찰로 移安시킨 것이며, 규모는 120cm×96cm이다. 山神과 山神의 分身인 호랑이, 그리고 供養童子가 화면의 축을 이루며, 배경은 山水를 묘사했다. 圖像 구성과 色彩의 사용이 단순하고 간략하다. 보존상태는 양호하나, 화면의 상단은 香煙에 그을려 이미 본래의 색감을 잃었다.
문수암 산신도는 규모가 작고 화면구성 자체도 단출하다. 向右側으로 치우친 공간에 山神과 果盤을 받쳐 든 童子, 그리고 산신의 허리를 감싼 한 마리의 호랑이 등이 있다. 한 그루의 소나무가 이들 뒤로 뻗어 나와 그중 굵은 가지가 화면의 향좌측을 향해 곡선을 그리며 늘어져 있다. 이 형국은 마치 산신일행에게 일정 공간을 제공하고 있는 듯하다. 또한 화면 向左側으로 가파른 산등성이들과 瀑布가 遠景을 이루며 펼쳐져 있다.
이 작품은 산신을 중심으로 주제를 부각시켰을 뿐, 비교적 간략한 구성을 취하고 있다. 畵師는 錦湖若效․秉法․順觀 등으로 복천암 극락보전에 현재 봉안되어 있는 삼세불도(1909)와 화사와 제작시기가 같다.
문수암에 소장중인 복천암 산신도는 화기문에 의하면 융희 3년(1909) 5월에 금어(金魚), 금호(錦湖), 약효(若效) 등의 화사집단이 제작한 것으로 산신을 중심으로 호랑이와 동자승을 배치하였다. 배경으로는 기암괴석과 노송을 바탕으로 하였으며 전체적으로 황토색과 적색이 주색이고 녹색, 흰색이 보조색으로 사용되었다.
이 탱화는 대상에 대한 섬세한 묘사와 시대적 특징이 잘 표현된 작품으로 제작시기가 명확하다.

## 같이 보기
- 문수암

## 참고 자료
- 보은 문수암 산신도 - 국가유산청 국가유산포털